# غابرييلا ميهالشي
غابرييلا ميهالشي (بالرومانية: Gabriela Mihalschi)‏ مواليد 22 يوليو 1987 في رومانيا، هي لاعبة كرة يد رومانية تلعب كظهير أيسر. مثلت منتخب رومانيا لكرة اليد للسيدات.